# تاريخ التحليل الطيفي

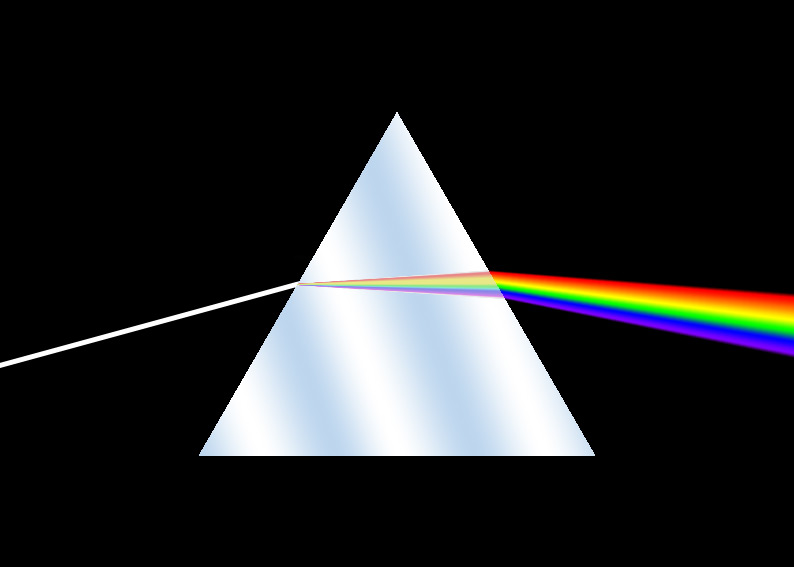
انكسار الضوء من خلال موشور زجاجي. تبدو زوايا تشتت اللون مفرطة بعد الانكسار.

بدأ تاريخ التحليل الطيفي في القرن السابع عشر. أتاحت التصاميم الجديدة في مجال البصريات، وخاصة الموشورات، عمليات الرصد المنتظمة للطيف الشمسي. طبق إسحاق نيوتن أولًا كلمة الطيف لوصف قوس قزح من الألوان التي تتحد لتشكل ضوءًا ابيض. خلال أوائل عام 1800، أجرى جوزيف فون فراونهوفر تجارب باستخدام مطياف التشتت الذي أتاح للتحليل الطيفي أن يصبح تقنية علمية أكثر دقة وكمية. منذ ذلك الحين، لعب التحليل الطيفي دورًا مهمًا في الكيمياء والفيزياء وعلم الفلك ولا يزال كذلك.

## المنشأ والتطور التجريبي
كان الرومان على دراية بقدرة الموشور على توليد قوس قزح من الألوان. يُعد نيوتن مؤسس التحليل الطيفي عادةً، لكنه لم يكن أول رجل علمي درس الطيف الشمسي وأبلغ عنه. سبقت أعمال أثانيسيوس كيرتشر (1646)، وجان ميريك ميرسي (1648)، وروبرت بويل (1664)، وفرانشيسكو ماريا جريمالدي (1665)، تجارب نيوتن للبصريات (1666-1672). نشر نيوتن تجاربه وتفسيراته النظرية لتشتت الضوء في كتابه «البصريات». أظهرت تجاربه إمكانية تقسيم الضوء الأبيض إلى ألوان مركبة عن طريق الموشور وإمكانية إعادة تجميع هذه المكونات لتوليد الضوء الأبيض. أثبت أن الموشور لا ينقل الألوان أو ينشئها، بل يفصل الأجزاء المركبة للضوء الأبيض بدلًا من ذلك. حلت النظرية الموجية تدريجيًا محل نظرية جسيمية الضوء لنيوتن. لم يُتَعَرَّف على القياس الكمي للضوء المُفَرَّق ويُوَحَّد حتى القرن التاسع عشر. كما هو الحال مع العديد من التجارب الطيفية اللاحقة، شملت مصادر نيوتن للضوء الأبيض اللهب والنجوم، ومن ضمنها شمسنا. قدمت التجارب اللاحقة مع الموشور أول مؤشرات تدل على أن الأطياف ترتبط بشكل فريد مع المكونات الكيميائية. لاحظ العلماء انبعاث أنماط مختلفة من الألوان عند إضافة الأملاح إلى لهيب الكحول.

### أوائل القرن التاسع عشر (1800-1829)
في عام 1802 ابتكر وليام هايد ولاستون مطيافًا مطورًا، بإدخال تحسينات على نموذج نيوتن، شمل «عدسة» لتركيز طيف الشمس على الشاشة. أدرك ولاستون عند الاستخدام أن الألوان لم تنتشر بشكل موحد وبدلًا من ذلك، كانت هناك بقع مفقودة من الألوان ظهرت كخطوط داكنة في طيف الشمس. اعتقد ولاستون في ذلك الوقت أن هذه الخطوط هي حدود طبيعية بين الألوان، ولكن هذه الفرضية استُبعدت لاحقًا في عام 1815 بواسطة عمل فراونهوفر.

شكل الطيف الشمسي بخطوط فراونهوفر

حقق جوزيف فون فراونهوفر قفزة تجريبية كبيرة إلى الأمام من خلال الاستعاضة عن الموشور بمحزز الحيود ليكون مصدرًا لتشتت الطول الموجي. بنى فراونهوفر نظريات التداخل الضوئي التي وضعها توماس يونغ، وفرانسوا أراغو، وأوغستان-جان فرينل. أجرى فراونهوفر تجاربه الخاصة لإثبات تأثير تمرير الضوء من خلال شق مستطيل واحد، أو شقين، وهكذا دواليك، واضعًا في نهاية الأمر طريقةً لتباعد الآلاف من الشقوق لتشكيل محزز الحيود. يتحقق التداخل الناتج عن محزز الحيود بمنح كل من الاستبانة الطيفية على الموشور والسماح بقياس الأطوال الموجية التي يجب قياسها. يعبّد إنشاء فراونهوفر لمقياس طول موجي كمي الطريقَ لمطابقة الأطياف التي لوحظت في مختبرات ومصادر متعددة (النيران والشمس) مع أدوات أخرى. دوّن فاونهوفر ملاحظات منهجية للطيف الشمسي ونشرها، أما الخطوط الداكنة والأطوال الموجية التي لاحظها، فهي لا تزال تُعرف باسم خطوط فراونهوفر.
طوال العقد الأول من القرن التاسع عشر، دفع عدد من العلماء بتقنيات التحليل الطيفي وفهمه إلى الأمام. في عام 1820 قدم كل من جون هيرشل ووليام فوكس تالبوت ملاحظات منهجية للأملاح باستخدام مطيافية الانبعاث الذري.

### منتصف القرن التاسع عشر (1830-1869)
في عام 1835، ذكر تشارلز ويتستون أنه يمكن تمييز المعادن المختلفة بسهولة عن طريق الخطوط المشرقة المختلفة في أطياف الانبعاث من شرارتها الكهربائية ومن ثم إدخال آلية بديلة لمطيافية الانبعاث الذري. أثبت ليون فوكو تجريبيًا أن خطوط الامتصاص والانبعاث التي تظهر بنفس الطول الموجي ترجعان إلى نفس المادة مع اختلاف الاثنتين بسبب درجة حرارة مصدر الضوء. في عام 1853، قدم الفيزيائي السويدي آندرز أنغستروم ملاحظات ونظريات حول أطياف الغاز في عمله التحقيقات البصرية إلى الأكاديمية الملكية السويدية للعلوم. افترض أنغستروم أن الغاز المتوهج يبعث أشعة مضيئة بنفس طول الموجة مثل تلك التي يمكن امتصاصها. كان أنغستروم غير مدرك للنتائج التجريبية لِفوكالت. في نفس الوقت، كان جورج ستوكس ولورد كلفن يناقشان افتراضات مماثلة. قاس أنغستروم أيضًا طيف الانبعاث من الهيدروجين الذي أطلق عليه في ما بعد سلسلة بالمر. في عامي 1854 و1855، نشر ديفيد ألتر ملاحظات حول أطياف المعادن والغازات، بما في ذلك مراقبة مستقلة لسلسلة بالمر للهيدروجين.

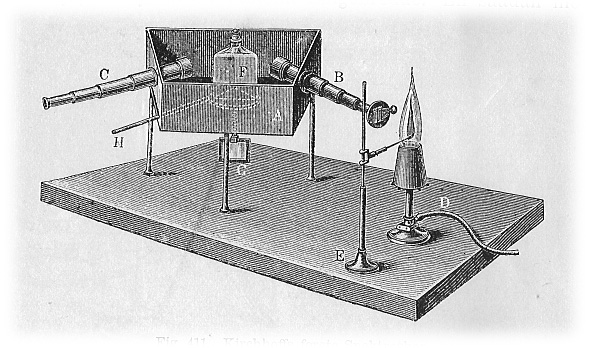
مطياف كيرشوف وبنزن

بدأ الإسناد المنهجي لأطياف العناصر الكيميائية في ستينيات القرن التاسع عشر بعمل الفيزيائي الألماني غوستاف كيرشهوف والكيميائي روبرت بنزن. طبق بنزن وكيرشهوف التقنيات البصرية لفراونهوفر، وموقد بنزن، وإجراءً تجريبيًا منهجيًا للغاية لفحص تفصيلي لأطياف العناصر الكيميائية. أسسا رابطة بين العناصر الكيمائية وأنماطها الطيفية الفريدة، إذ أنشأا في هذه العملية تقنية التحليل الطيفي. في عام 1860، نشرا نتائجهما على أطياف ثمانية عناصر وحددا وجود هذه العناصر في العديد من المركبات الطبيعية. أوضحا أن التحليل الطيفي يمكن استخدامه للتحليل الكيميائي النزحي، وأن العديد من العناصر الكيميائية التي اكتشفاها لم تكن معروفة من قبل. أسس كيرشهوف وبنزن الصلة بين خطوط الامتصاص والانبعاثات بشكل نهائي، بما في ذلك إسناد خطوط امتصاص الطاقة الشمسية إلى عناصر معينة بناءً على أطيافها المقابلة. واصل كيرشهوف المساهمة في إجراء البحوث الأساسية حول طبيعة الامتصاص والانبعاث الطيفيين، بما في ذلك ما يعرف باسم قانون كيرشهوف للإشعاع الحراري. تُسرد تطبيقات كيرشهوف لهذا القانون على التحليل الطيفي في ثلاثة قوانين للمطيافية:
1. تبعث المادة الصلبة أو السائلة أو الغازية تحت ضغط عالٍ طيفًا مستمرًا.
2. يبعث الغاز الساخن تحت ضغط منخفض «خطًا ساطعًا» أو طيفًا لانبعاث الغازات.
3. ينتج مصدر الطيف المستمر عبر غاز بارد منخفض الكثافة عن طيف خط الامتصاص.

في عام 1860، استخدم الفريق المكون من زوج وزوجته، وهما ويليام ومارجريت هاغينز، التحليل الطيفي لإثبات أن النجوم كانت تتألف من نفس العناصر الموجودة على الأرض. استخدما أيضًا معادلة انزياح دوبلر (الانزياح الأحمر) غير النسبية على نجم الشَعِرى اليمانية في عام 1868 لتحديد سرعته المحورية. كانا أول من أخذ مجموعة من سديم الكواكب عندما حُلِّل سديم عين القط (إن جي سي 6543). تمكنا من تمييز السدم عن المجرات باستخدام التقنيات الطيفية.
لاحظ آوغست بير وجود علاقة بين امتصاص الضوء وتركيزه، وابتكر مقارِنة الألوان التي حل محلها لاحقًا جهازٌ أكثر دقة يُسمى المضواء الطيفي.

### أواخر القرن التاسع عشر (1870-1899)
في عام 1885، اكتشف يوهان بالمر أن الخطوط الأربعة المرئية للهيدروجين كانت جزءًا من سلسلة يمكن التعبير عنها من حيث الأعداد الصحيحة. تبع ذلك بعد بضع سنوات صيغة ريدبرغ التي وضعت سلسلة إضافية من الخطوط.
في الوقت نفسه، نتج عن الملخص الواسع من التجارب السابقة التي أجراها ماكسويل (1873) معادلاتُ الموجات الكهرومغناطيسية خاصته.
في عام 1895، اكتشف الفيزيائي الألماني فيلهلم كونراد رونتجن الأشعة السينية ودرسها على نطاق واسع، وقد استُخدمت لاحقًا في مطيافية الأشعة السينية. بعد عام واحد (1896)، اكتشف الفيزيائي الفرنسي أنطوان هنري بيركل النشاط الإشعاعي، ولاحظ الفيزيائي الهولندي بيتر زيمان خطوطا طيفية تخضع للتقسيم بواسطة مجال مغناطيسي.

### أوائل القرن العشرين (1900-1950)
في عام 1913، نشر نيلز بور نظرية الذرات الشبيهة بالهيدروجين التي يمكنها أن تفسر الأطوال الموجية المرصودة للخطوط الطيفية بسبب انتقال الإلكترونات من حالات طاقية مختلفة. في عام 1937، «ابتكر إي. لهرر أول مطياف آلي بالكامل» للمساعدة في قياس الخطوط الطيفية بصورة أدق. باستخدام أدوات أكثر تطورًا مثل كاشفات الصور، تمكن العلماء بعد ذلك من إجراء قياس أدق لامتصاص المواد ذات الطول الموجي المحدد.

## تطوير ميكانيكا الكم
ساهمت أبحاث التحليل الطيفي بشكل كبير في تطوير ميكانيكا الكم وذلك في أوائل القرن العشرين. قدمت ميكانيكا الكم شرحًا وإطارًا نظريًا لفهم الملاحظات الطيفية.

## الأشعة تحت الحمراء ومطيافية رامان
كان على العديد من العلماء الأوائل الذين درسوا أطياف المُركبات تحت الحمراء تطوير أدواتهم الخاصة وصنعها حتى يتمكنوا من تسجيل قياساتهم، الأمر الذي جعل الحصول على قياسات دقيقة صعبًا جدًا. خلال الحرب العالمية الثانية، تعاقدت الحكومة الأمريكية مع شركات مختلفة لتطوير بلمرة البيوتاديين لتصنيع المطاط الصناعي، ولكن لا يمكن إجراء ذلك إلا من خلال تحليل إيزوميرات الكالسيوم الهيدروكربونية. بدأت هذه الشركات المتعاقدة بتطوير الأدوات البصرية وفي نهاية الأمر، أنشأت أول مطياف يعمل بالأشعة تحت الحمراء. مع تطور المطيافات التجارية، أصبحت الأشعة تحت الحمراء وسيلة أكثر شعبية لتحديد «البصمة» لأي جزيء. لوحظت مطيافية رامان لأول مرة في عام 1928 من قبل السير تشاندراسيخارا رامان في المواد السائلة، وأيضًا من قبل «غريغوري لاندسبيرغ وليونيد ماندلستام في البلورات». تستند مطيافية رامان إلى ملاحظة تأثير رامان الذي يُعرّف على النحو التالي: «تعتمد شدة الضوء المبعثر على مقدار التغيير المحتمل في الاستقطاب». تسجل مطيافية رامان شدة الضوء مقابل تردد الضوء (العدد الموجي)، ويُعد انزياح العدد الموجي ميزة لكل مركب على حدة.

## التحليل الطيفي بالليزر
التحليل الطيفي بالليزر هو تقنية طيفية تستخدم الليزر لتتمكن من تحديد الترددات المنبعثة للمادة. ابتُكر الليزر لأن علماء التحليل الطيفي قد أخذوا المفهوم من سلفهِ، الميزر، وطبقوه على النطاقات المرئية وتحت الحمراء للضوء. ابتكر المايزر تشارلز تاونز وغيره من علماء التحليل الطيفي لتحفيز المادة من أجل تحديد الترددات الإشعاعية التي تنبعث منها الذرات والجزيئات. في أثناء العمل على المايزر، أدرك تاونز إمكانية وجود اكتشافات أدق مع زيادة وتيرة انبعاث الميكروويف. أسفر ذلك بعد بضع سنوات عن فكرة استخدام نطاقات الضوء المرئية، وبعدها النطاقات تحت الحمراء، للتحليل الطيفي، والتي أصبحت واقعية بمساعدة آرثر شاولو. منذ ذلك الحين، واصل الليزر التقدم التجريبي للتحليل الطيفي بشكل ملحوظ. سمح الليزر بإجراء تجارب ذات دقة أعلى بكثير في دراسة القدرة على اكتشاف الأطوال الموجية للضوء وتردداته المحددة بصورة دقيقة، ما سمح باختراع أجهزة مثل الساعات الذرية الليزرية. جعل الليزر التحليلَ الطيفي الذي يستخدم أساليب الوقت أدقَّ من خلال استعمال سرعات الفوتونات أو أوقات تحللها عند أطوال موجية وترددات محددة للحفاظ على الوقت. استُخدمت تقنيات التحليل الطيفي بالليزر في العديد من التطبيقات المختلفة، ومن الأمثلة على ذلك استخدام التحليل الطيفي بالليزر للكشف عن المركبات في المواد.